# Скрытое кашетирование

Скрытое кашетирование в кадре классического формата. Розовая рамка 4 обозначает границы кадра 1,66:1; зелёная рамка 3 — кадр 1,85:1; овальные линии 6 и 7 ограничивают сюжетно-важное поле телевидения и площадь телевизионных титров

Скры́тое кашети́рование (англ. Open matte) — способ съёмки широкоэкранных фильмов, при котором на киноплёнке экспонируется кадр большей высоты, чем используется для конечного изображения на экране. При этом границы кадра, предназначенного к печати на фильмокопии, обозначаются специальными рисками в видоискателе киносъёмочного аппарата, отображающем полный кадр.  
В отличие от явного кашетирования, когда площадь экспонируемого кадра ограничивается уменьшением высоты кадрового окна, при скрытом кашетировании «классический» кадр экспонируется полностью. Скрытое кашетирование получило наибольшее распространение при производстве кашетированных фильмов киносъёмочными аппаратами классического формата.

## Происхождение технологии
Технология скрытого кашетирования появилась в эпоху бурного развития телевидения и киносистем с широким экраном. Для получения широкоэкранного изображения все фильмы, снятые в классическом формате, демонстрировались кинопроектором с кадровым окном уменьшенной высоты. В результате, при использовании для проекции короткофокусного объектива, изображение заполняло более широкий экран. При использовании в кинопроекторе стандартных рамки и объектива на экране получалось изображение академического формата.
Использование скрытого кашетирования позволяет снимать фильм стандартными киносъёмочными аппаратами, вписывая сюжетно важную часть изображения в кадр меньшей высоты. С полученного негатива возможна печать кашетированных фильмокопий с различным соотношением сторон без применения оптического увеличения. С одного и того же негатива можно печатать копии с соотношением сторон, например, 1,66:1, наиболее распространённым в Европе, или 1,85:1, общепринятым в Северной Америке.
Скрытое кашетирование позволяет снимать фильмы, одновременно пригодные для кинопроката и демонстрации по телевидению стандартной чёткости с соотношением сторон экрана 4:3. 
Большинство производственных кашетированных форматов на киноплёнке 35-мм также предусматривает возможность как изготовления с негатива фильма широкоэкранных прокатных фильмокопий, так и телекинопроекцию в классический телевизионный кадр без экранного каше или обрезки. К таким форматам в наибольшей степени относятся «Супер-35» и советский «УФК». При съёмке также экспонируется весь исходный кадр формата, но оператор может заранее определять по разметке видоискателя, какие части кадра попадают в зону, предназначенную для широкоэкранной печати, а какие могут быть показаны на «полном кадре» телевидения.
Это усложняет работу оператора, который должен компоновать кадр с учётом показа в различных форматах, но позволяет использовать один и тот же негатив для разных целей без потерь.
Аналогичная технология начала применяться в конце 1950-х годов при съёмке анаморфированных широкоэкранных и широкоформатных фильмов: в видоискателе стали размечать «сюжетно важное поле телевидения», чтобы в дальнейшем избежать трудностей перевода изображения в телевизионный кадр с пансканированием.
При скрытом кашетировании широкоэкранное и «полнокадровое» изображения часто имеют общую верхнюю границу, а не центрируются, как это было при использовании классического формата. Таким образом, при печати широкоэкранного фильма с полученного кадра обрезается нижняя часть изображения, в то время, как при телекинопроекции в формате 4:3 используется почти вся высота. Такой способ позволяет полноценно использовать снятую сцену в обоих вариантах, при сохранении приемлемой композиции. Верхняя граница в большинстве сцен с актёрами ограничивает пространство над головами, обрезка которого недопустима, и в случае симметричного расположения обеих зон кашетирования оператору пришлось бы оставлять над головами слишком много «воздуха», чтобы они не обрезались при широкоэкранной печати.

## Использование полного кадра в видеорелизах
Скрытое кашетирование, применявшееся при съёмке фильмов камерами классического формата, с появлением бытовых видеомагнитофонов получило дополнительный смысл. При мастеринге «полноэкранных» видеокопий таких фильмов с соотношением 4:3 предпочтительна оцифровка всего кадра негатива вместо пансканирования широкоэкранного изображения. В некоторых случаях это может приводить к видимости на экране предметов, находившихся при съёмке вне зоны скрытого кашетирования: микрофонов, кабелей и осветительного оборудования. Возможность использования всего кадра на телевидении в те годы не всегда учитывалась операторами, проводившими кадрирование строго по разметке визира.
Поэтому при сканировании некоторых сцен обрезка изображения всё же неизбежна. Многие фильмы, снятые со скрытым кашетированием, впоследствии выпускались на видеокассетах и DVD с полным кадром, превосходящим размеры изображения, вышедшего на экраны кинотеатров. Это относится, в частности, к последним фильмам Стэнли Кубрика, снятым по такой технологии. По желанию автора видеорелизы этих фильмов показывали полный кадр негатива, тогда как в кинотеатрах они шли в кашетированном формате. Полнокадровые релизы DVD выпускались с кинотрилогией «Назад в будущее», также снимавшейся со скрытым кашетированием, комедией «Отпетые мошенники» и многими другими кинокартинами, шедшими в кинопрокате на широком экране. Видеорелизы этих же фильмов, выпускаемые в стандартах HDTV, выполняются, как правило, с соотношением сторон кадра 16:9, что не является искажением оригинала, поскольку в большей степени соответствуют прокатному формату.
В связи с ростом популярности кашетированных форматов с шагом кадра в 3 и даже 2 перфорации, позволяющих экономить киноплёнку и работать по технологии Digital Intermediate, скрытое кашетирование уступило своё место явному, когда формат негатива соответствует формату изображения на экране кинотеатра. Кроме того, стандарты современного телевидения постепенно вытесняют кадр 4:3, нуждавшийся в согласовании с кашетированным кадром.

## Скрытое кашетирование в телевидении
Современное телевидение использует скрытое кашетирование для возможности одновременного вещания по аналоговой и цифровой технологиям во время переходного периода. В соответствии с международными соглашениями, отражёнными в рекомендации ITU BT.1379, видоискатели профессиональных и вещательных видеокамер с форматом кадра 16:9 должны содержать разметку, ограничивающую область кадра 14:9, используемого в качестве промежуточного в аналоговом вещании. Это позволяет использовать один и тот же видеоконтент в разных вещательных форматах. При цифровом вещании такое видео передаётся без изменений, а при аналоговом исходный кадр обрезается до соотношения сторон 14:9 и вписывается в аналоговый 4:3 с леттербоксингом. В последнем случае сверху и снизу полезного изображения добавляются каше чёрного цвета, занимающие на телевизоре с обычным экраном значительно меньше места, чем в случае передачи кадра целиком. При выборе установки широкоэкранного телевизора 14:9 они уходят за пределы экрана, а полезная часть занимает почти всё пространство. При этом съёмка ведётся с таким расчётом, чтобы сюжетно важные детали не выходили за пределы рамки 14:9, допуская безболезненную обрезку кадра.